# Raimbaut d'Orange
Pour les articles homonymes, voir Raimbaud.
Raimbaut d'Orange (ou Raimbaud, Raimbaut d'Aurenja en occitan, nom complet seingner d'Aurenga e de Corteson e de gran ren d'autrez castels), né entre 1140 et 1145 à Orange et mort le 10 mai 1173 à Courthézon, est le plus ancien des troubadours de Provence. On lui doit plusieurs poésies lyriques et un sirventès. Il a aussi écrit une tenson avec la Comtesse de Die.

## Biographie
Raimbaut d'Orange, fils aîné de Guilhelm, seigneur d'Aumelas, et de Tiburge, comtesse d'Orange, héritière du comte Raimbaud II d'Orange, est seigneur suzerain de plusieurs domaines dans la région de Montpellier et de Maguelonne, notamment seigneur d'Aumelas et seigneur d'Orange ; il réside le plus souvent près de cette ville, dans son château de Courthézon.
Il semble avoir exercé son activité poétique entre 1150 et 1173, ce qui le place donc, chronologiquement, immédiatement après la première génération de troubadours, au début de ce qu'on pourrait appeler, avec Joseph Anglade, « l'âge classique de la lyrique occitane », c’est-à-dire au moment où, après Guillaume IX d'Aquitaine, Cercamon, Jaufré Rudel et Marcabru - l'influence de ce dernier est d'ailleurs manifeste chez Raimbaut - la lyrique occitane était arrivée à un point de maturité et où la nécessité d'un renouvellement, ou plutôt d'un approfondissement de l'acquis, commence à se faire sentir. C'est le moment des « expériences », c'est le début de ce que Robert Lafont et Christian Anatole appellent « l'infléchissement des trobars ».

## Homonymie
Trois autres comtes d'Orange portèrent de nom de Raimbaut, dont l'un devint un des héros de La Jérusalem délivrée du Tasse. Il se croisa en 1097, entra par la brèche dans Jérusalem en 1099, et mourut en Palestine en 1115. Une statue lui a été érigée en 1846 sur la place publique d'Orange.

## Œuvres
| - Cars, douz e fenhz del bederesc. - En aital rimeta prima - Una chansoneta fera - Apres mon vers vueilh sempr'ordre - Un vers farai de tal mena - Peire Rotgier, a trassaillir - Al prim qe•il timi sorz en sus - Braiz, chans, quils, critz - Car vei qe clars - Ar vei bru, escur, trebol cel - Ar m'er tal un vers à faire - Ab vergoinha part marrimentz - Er quant s'embla•l foill del fraisse - Ara non siscla ni chanta - Entre gel e vent e fanc - Pos trobars plans - Assaz m'es belh - Aissi mou - Amors, cum er? Que faray? | - Assatz sai d'amor ben parlar. - Ben s'eschai q'en bona cort - Ben sai c'a sels seria fer - Donna, cel qe•us es bos amics - Escotatz, mas no say que s'es - Amics, en gran cossirier - Dona, si m'auzes rancurar - Non chant per auzel ni per flor - Lonc temps ai estat cubertz - Ara•m so del tot conquis. - A mon vers dirai chansso - Ara•m platz, Giraut de Borneill - S'il cors es pres, la lengua non es preza - Joglar, fe qed eu dei - Ab nou cor et ab nou talen - Ar non sui jes mals et astrucs - Als durs, crus, cozens, lauzengiers - Pois tals saber mi sortz e•m creis - Ar resplan la flors enversa. |

### Discographie
- Troubadours art ensemble, La tròba : anthologie chantée des troubadours : XIIe – XIIIe siècles. Vol. 2. Raimbaut d'Aurenga, Giraut de Bornelh, Guilhem de Sant Leidier (Gérard Zuchetto, dir.), Montséret, Trob'art, 2008, 4 disques compacts.